# هاچیسوکا یوشی‌شیگه

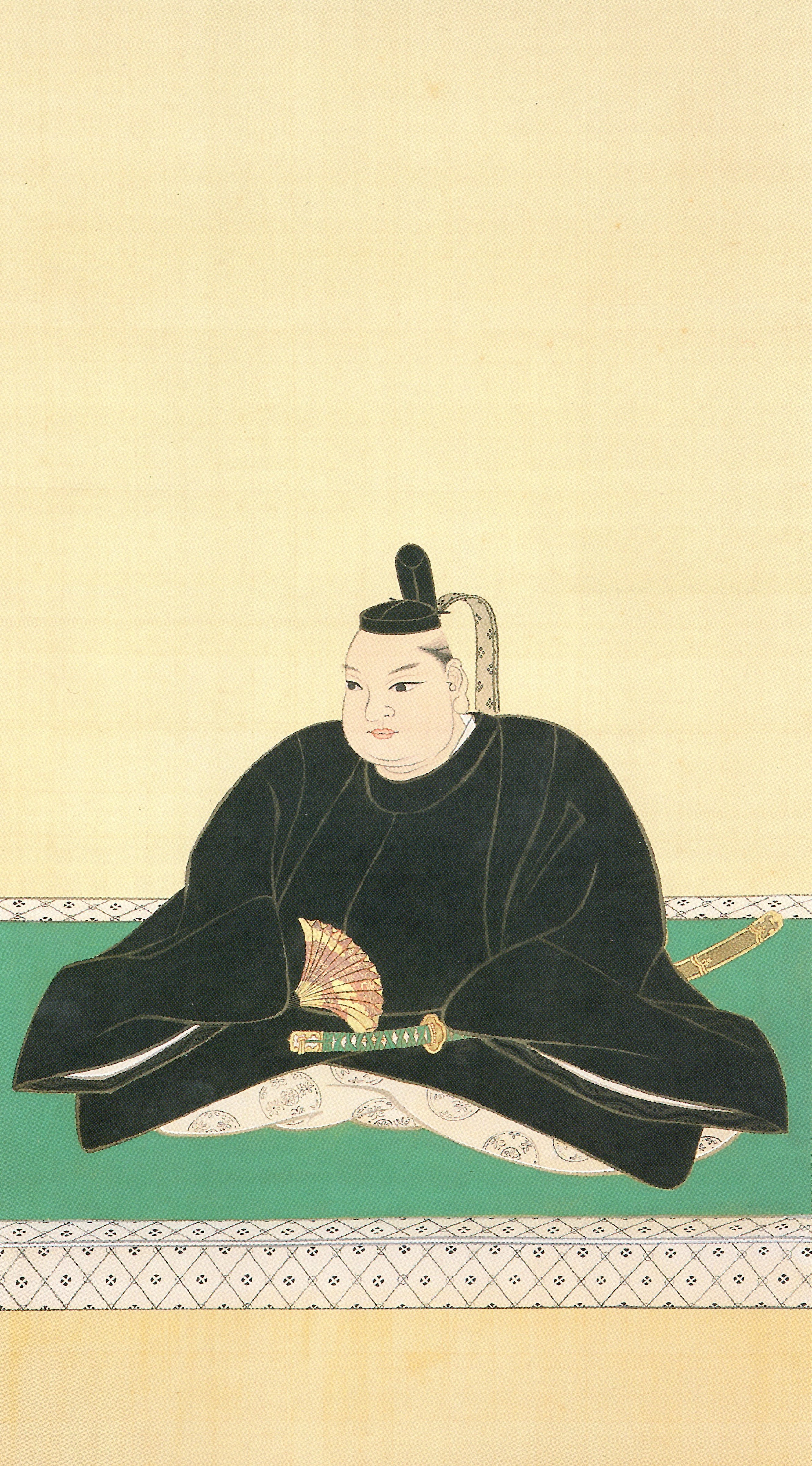
هاچیسوکا یوشی‌شیگه

هاچیسوکا یوشی‌شیگه (به ژاپنی: 蜂須賀 至鎮 Hachisuka Yoshishige) (۱۵۸۶ – ۱۶۲۰ میلادی) یک دایمیو در دوره سنگوکو و اوایل دوره ادو بود. هاچیسوکا یوشی‌شیگه به عنوان فرمانده در یکی از نبردهای وابسته به محاصره اوساکا در کیوتو به نام نبرد کیزوگاوا به نفع توکوگاوا ایه‌یاسو جنگید.